# Metropolitan (film)
Metropolitan – amerykańska tragikomedia z 1990 roku.

## Główne role
- Carolyn Farina - Audrey Rouget
- Edward Clements - Tom Townsend
- Chris Eigeman - Nick Smith
- Taylor Nichols - Charlie Black
- Allison Parisi - Jane Clark
- Dylan Hundley - Sally Fowler
- Isabel Gillies - Cynthia McLean
- Bryan Leder - Fred Neff
- Will Kempe - Rick Von Sloneke

i inni

## Fabuła
Tom Townsend, pochodzący z biednej rodziny, wchodzi w środowisko studentów z wysokich sfer. Mimo że wyraźnie odstaje od grupy ze względów finansowych, szybko ulega czarowi grupy. Chłopak zaczyna interesować się Sereną, ale ona jest związana z Rickiem von Sloneke. Tom, śledzący ich związek, nie zauważa nieśmiałej Audrey...

## Nagrody i nominacje
Oscary za rok 1990
- Najlepszy scenariusz oryginalny – Whit Stillman (nominacja)